# Nigramma polymorpha
Nigramma polymorpha là một loài bướm đêm trong họ Noctuidae.